# Menetes berdmorei
Menetes berdmorei — вид гризунів, що мешкає в Південно-Східній Азії, від сходу М'янми та Юньнані (південь Китаю) до В'єтнаму та Камбоджі.

## Морфологічні особливості
Ця маловідома тварина зверху сіро-коричнева, а знизу білувата. Впадають в око поздовжні смуги з боків: з кожного боку видно по бежевій смужці, а під нею — чорна. Голова звужується. Довжина голови й тулуба становить 20 см, хвоста — 15 см.

## Спосіб життя
Menetes berdmorei рідко лазить по деревах. Здебільшого він прихований у підліску тропічних лісів. Але часто проникає в поля і села. У деяких місцях він повсюдний на рисових полях. Попри велику кількість, M. berdmorei поки що мало вивчені.